# Morre
Morre é uma comuna francesa na região administrativa de Borgonha-Franco-Condado, no departamento de Doubs. Estende-se por uma área de 5,27 km². Em 2010 a comuna tinha 1 421 habitantes (densidade: 269,6 hab./km²).